# جينسيس سيرفانيا
جينسيس سيرفانيا مواليد 15 أغسطس 1991 في باكولود، الفلبين، هو ملاكم محترف فلبيني يصنف ضمن فئة وزن الديك.

## إحصائيات
خاض خلال مسيرته 28 نزالا، فاز في 28 ولم يتعادل ولم يخسر. فاز بالضربة القاضية في 11 نزالا.

## روابط خارجية
- جينسيس سيرفانيا على موقع بوكس ريك (الإنجليزية) (registration required)